# برايان وايس
برايان وايس (بالإنجليزية: Brian Weiss)‏ هو طبيب نفسي وكاتب أمريكي، ولد في 6 نوفمبر 1944 في نيويورك في الولايات المتحدة.

## وصلات خارجية
- الموقع الرسمي